# Caxangá (Teresópolis)
Caxangá é um bairro de Teresópolis, cidade localizada no interior do estado do Rio de Janeiro.

## Demografia
De acordo com o Instituto Brasileiro de Geografia e Estatística (IBGE), sua população no ano de 2010 era de 853 habitantes, sendo 445 mulheres (52.2%) e 408 homens (47.8%), possuindo um total de 373 domicílios.